# سولیتایر (ترانه لورا برانیگن)
«سولیتایر» (به انگلیسی: Solitaire) تک‌آهنگی از هنرمند اهل ایالات متحده آمریکا لورا برانیگن است که در سال ۱۹۸۳ میلادی منتشر شد.